# Clan chino
Un clan chino (en chino, 宗族; pinyin, zōngzú), a veces traducido como parentesco o linaje, es un grupo patrilocal y patrilineal de gente china relacionada con un apellido común que comparte un antepasado común y, en muchos casos, un hogar ancestral.

## Descripción
El parentesco chino suele ser muy importante en el sur de China, reforzado por los lazos con una aldea ancestral, la propiedad común y, a menudo, la utilización de un dialecto chino común ininteligible para las personas ajenas a la aldea. Las estructuras de parentesco tienden a ser menos importantes en el norte de China, con miembros de clanes que por lo general no residen en la misma aldea ni comparten propiedades.

## Zupu: el libro genealógico
Un zupu (en chino tradicional, 族譜; en chino simplificado, 族谱; pinyin, zúpǔ; pe̍h-ōe-jī, Cho̍k-phó͘) es un registro de parentesco o libro genealógico chino que contiene historias sobre los orígenes de los parientes, el linaje masculino y los miembros ilustres. La persona de más edad de la familia extendida se encarga de actualizarlo periódicamente y traspasa esta responsabilidad a la siguiente generación. La «actualización» del propio zupu (en chino tradicional, 修族譜; en chino simplificado, 修族谱; pinyin, xiū zúpǔ; pe̍h-ōe-jī, Siu cho̍k-phó͘) es una tarea muy importante en la tradición china que se remonta a miles de años atrás. Tras varias generaciones, el linaje del clan local suele publicar un compendio de estos zupus. La inmensa mayoría de los zupus están en manos privadas, aunque un gran número puede encontrarse en la Universidad de Pekín, la Biblioteca de Shanghái, la Universidad de Cornell y la Biblioteca oriental.

## Asociaciones de linaje chino

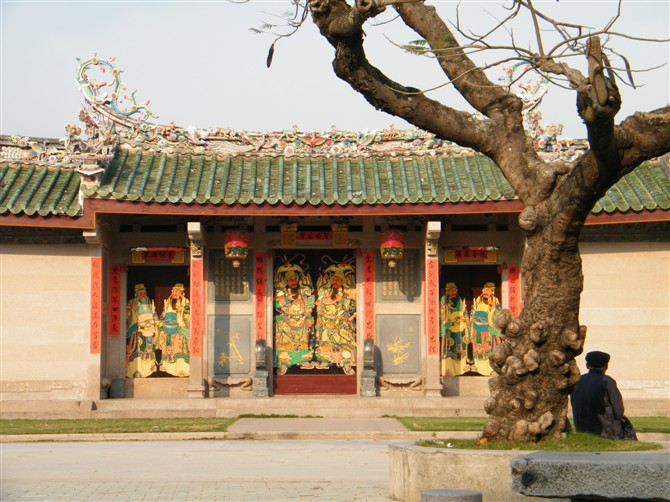
Templo ancestral de la familia Cài en Shantou, Guangdong.

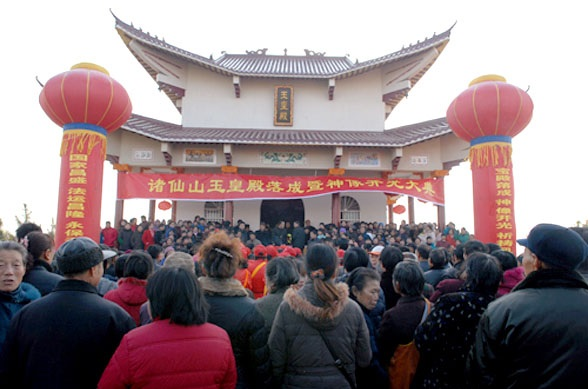
La gente se reúne para una ceremonia religiosa en un templo ancestral en Hong'an, Hubei.

Las asociaciones de linaje chino, también llamadas asociaciones de parentesco o ancestrales (en chino tradicional, 宗族社會; en chino simplificado, 宗族社会; pinyin, zōngzú shèhuì; pe̍h-ōe-jī, Chong-cho̍k Siā-hōe), son un tipo de institución de relación social presente en los grupos étnicos chinos Han y constituyen la unidad fundamental de la religión ancestral china. En ellas se reúnen personas que comparten el mismo apellido y pertenecen al mismo clan, que a menudo tienen el mismo origen geográfico (hogar ancestral) y, por tanto, los mismos dioses protectores. No se consideran distintas del clan chino en sí, sino más bien su forma corporativa. A estas instituciones y sus manifestaciones físicas también se les conoce como iglesias de linaje o iglesias de parentesco (en chino, 宗族堂; pinyin, zōngzú táng; pe̍h-ōe-jī, Chong-cho̍k-tông), o, sobre todo a nivel erudito, como iglesias confucianas, aunque este término tiene otros significados diferentes.
Las asociaciones de linaje chino proporcionan guanxi (red social) a sus miembros y construyen y gestionan santuarios o templos ancestrales dedicados al culto de los progenitores de los clanes, que utilizan como centros de congregación donde realizan ritos de unidad.
Un linaje es una "corporación" en el sentido de que sus miembros sienten que pertenecen al mismo cuerpo, son muy conscientes de su identidad grupal y obtienen beneficios de los bienes de propiedad conjunta y de los recursos compartidos. Estos beneficios provienen de los ingresos excedentes de los santuarios y hogares ancestrales, que son reinvertidos por los administradores o repartidos en dividendos anuales. El beneficio de pertenecer a un linaje también puede medirse en términos de protección y patrocinio. Los templos ancestrales también apoyan a las escuelas locales y participan en obras de caridad.
Los distintos linajes pueden desarrollarse a través de procesos opuestos de fusión y segmentación. También pueden dispersarse y fragmentarse en «zonas de linaje múltiple» o concentrarse en un solo lugar, o «zona de linaje único».

## Templo ancestral

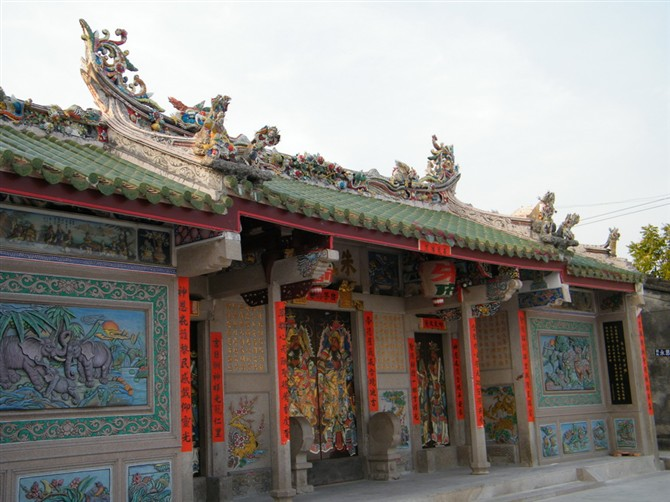
Templo ancestral de la familia Gé en Shantou, Guangdong.

Los templos o santuarios ancestrales son los lugares de reunión de las asociaciones de linaje, que se encargan de su construcción y gestión. Estos templos están dedicados al culto de los progenitores de un determinado clan, donde los miembros de este se reúnen y celebran ritos de unidad y banquetes.

## Variantes

### Parentesco consorte
En tiempos imperiales, un pariente consorte era alguien con un estatus especial debido a su conexión con un emperador. A lo largo de la historia china, los parientes consorte han ejercido un gran poder en diversas épocas. Se han dado varios casos de usurpación de poder por parte de consortes; el más notable es el de la emperatriz viuda Lü de la dinastía Han (en chino, 呂后; pinyin, Lǚ hòu), y el de la emperatriz Wu de la dinastía Tang (en chino tradicional, 武則天; en chino simplificado, 武则天; pinyin, Wǔ Zétiān; pe̍h-ōe-jī, Bú Chek-thian), y la emperatriz viuda Cixi de la dinastía Qing (en chino, 慈禧太后; pinyin, Cíxǐ tàihòu). El usurpador de la dinastía Han Wang Mang era sobrino de la Gran Emperatriz Viuda Wang.

### Periodo Qing
Durante la dinastía Qing, el gobierno imperial animó a los clanes chinos a asumir algunas funciones cuasi gubernamentales como las relacionadas con el bienestar social y la educación primaria.

## Lecturas complementarias
- Tsai, Lily Lee (2002). «Cadres, Temple and Lineage Institutions, and Government in Rural China» [Los cuadros, las instituciones del templo y del linaje, y el gobierno en la China rural]. The China Journal (en inglés) (48): 1-27. JSTOR 3182439. S2CID 147239659. doi:10.2307/3182439.
- Cohen, Myron L. (1990). «Lineage Organization in North China» [Organización del linaje en el norte de China]. The Journal of Asian Studies (en inglés) 49 (3): 509-534. JSTOR 2057769. S2CID 163489363. doi:10.2307/2057769.